# Бабинская сельская община
Бабинская сельская община (укр. Бабинська сільська громада) — территориальная община в Ровненском районе Ровненской области Украины.
Административный центр — село Бабин.
Население составляет 7422 человека. Площадь — 120,6 км².
В соответствии с распоряжением Кабинета Министров Украины от 12 июня 2020 года, в состав общины вошла территория Бабинского, Горбаковского и Рясниковского сельских советов упразднённого Гощанского района.

## Населённые пункты
В состав общины входит 11 сёл:
- Бабин
  - Подлески
- Горбаковский старостинский округ:
  - Горбаков
  - Дорогобуж
  - Ильин
  - Мнишин
  - Подоляны
  - Томахов
  - Шкаров
- Рясниковский старостинский округ:
  - Дмитровка
  - Рясники